# Gola di Frasassi
Gola di Frasassi este o arie protejată (arie specială de conservare — SAC, sit de importanță comunitară — SCI) din Italia întinsă pe o suprafață de 728 ha, integral pe uscat.

## Localizare
Centrul sitului Gola di Frasassi este situat la coordonatele 43°24′00″N 12°57′30″E / 43.4°N 12.958333°E.

## Înființare
Situl Gola di Frasassi a fost declarat sit de importanță comunitară în iunie 1995 pentru a proteja 15 specii de animale. Situl a fost protejat și ca arie specială de conservare în aprilie 2016.

## Biodiversitate
Situată în ecoregiunea continentală, aria protejată conține 12 habitate naturale: Tufișuri de Laurus nobilis, Păduri de stejar alb estice, Peșteri inaccesibile publicului, Pajiști carstice calcaroase sau bazofile, de Alysso-Sedion albi, Izvoare petrifiante cu formare de travertin (Cratoneurion), Păduri de Quercus ilex și Quercus rotundifolia, Păduri termofile cu Fraxinus angustifolia, Formațiuni de Juniperus communis pe lande sau pajiști calcaroase, Pseudostepă cu ierburi și specii anuale de Thero-Brachypodietea, Pante stâncoase calcaroase cu vegetație casmofită, Pajiști uscate seminaturale și facies de acoperire cu tufișuri pe substraturi calcaroase (Festuco-Brometalia) (* situri importante pentru orhidee), Galerii de Salix alba și de Populus alba.
La baza desemnării sitului se află mai multe specii protejate:
- păsări (8): uliu păsărar (Accipiter nisus), acvilă de munte (Aquila chrysaetos), șorecarul comun (Buteo buteo), Falco biarmicus, șoim călător (Falco peregrinus), vânturel roșu (Falco tinnunculus), silvie de tufiș (Sylvia undata), strigă (Tyto alba)
- amfibieni (1): Bombina pachypus
- mamifere (5): liliac cu aripi lungi (Miniopterus schreibersii), liliac cu urechi de șoarece (Myotis blythii), liliac comun (Myotis myotis), liliacul mare cu potcoavă (Rhinolophus ferrumequinum), liliacul mic cu potcoavă (Rhinolophus hipposideros)
- nevertebrate (1): Vertigo angustior

Pe lângă speciile protejate, pe teritoriul sitului au mai fost identificate 10 specii de plante, 2 specii de păsări, 2 specii de amfibieni, 1 specie de mamifere.